# Lagopoecus docophoroides
Lagopoecus docophoroides är en insektsart som först beskrevs av Piaget 1880.  Lagopoecus docophoroides ingår i släktet skärlöss, och familjen fjäderlöss. Inga underarter finns listade i Catalogue of Life.